# Brovallen, Malmö

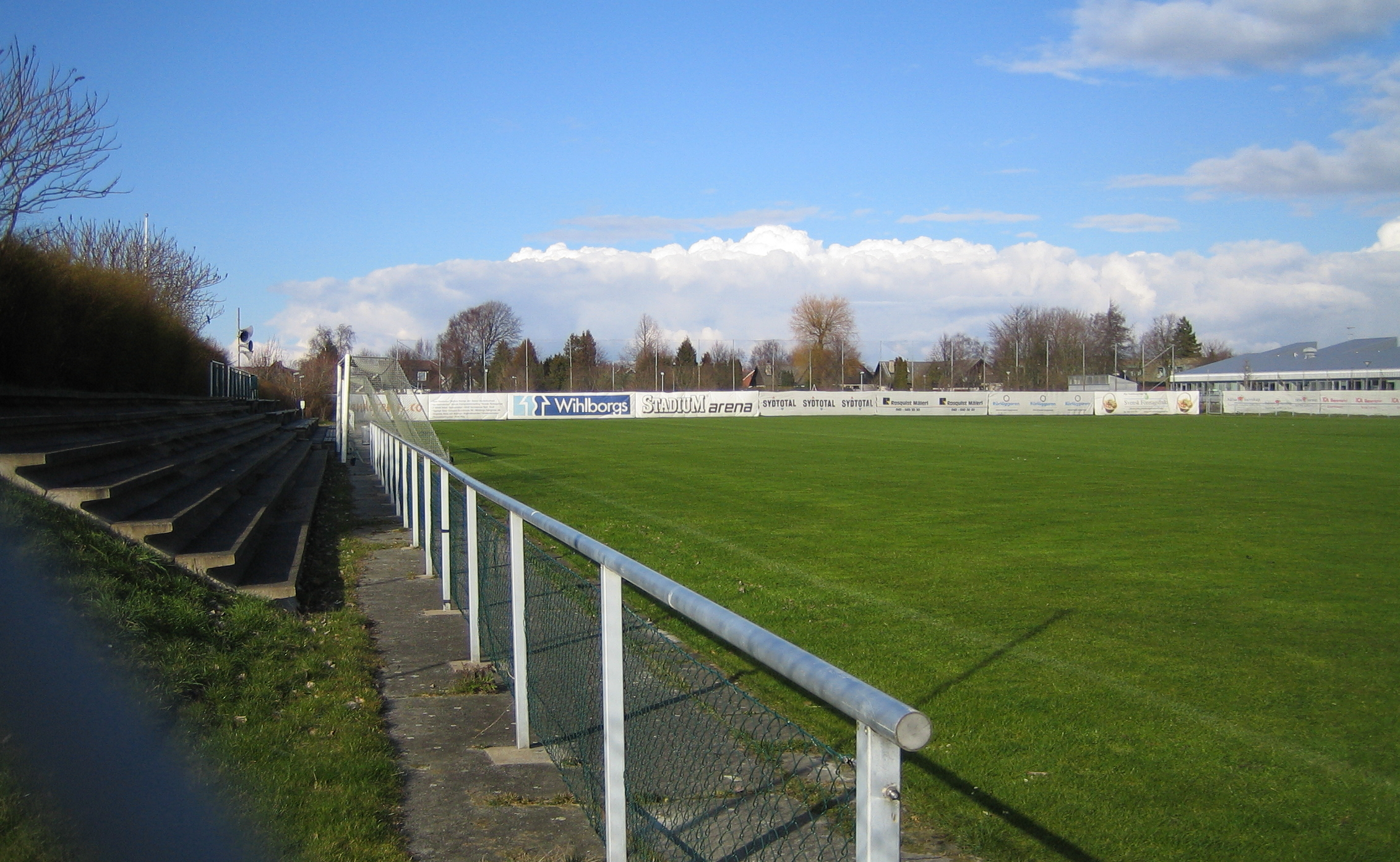
Brovallen

Brovallen är en idrottsanläggning i Bunkeflostrand, Malmö med en kapacitet på ungefär 2 000 åskådare.
Arenan var hemmaplan för Bunkeflo IF fram till 2007, då laget kom upp i Superettan. För att uppfylla de anläggningskrav som spel i Superettan ställer flyttade klubben då till Limhamns IP och Malmö IP.
Lag som idag spelar på Brovallen är Bunkeflo IF:s damlag och ungdomslag samt Bunkeflo FF som bildades 1999 som ett farmarlag till ursprungsklubben.